# Juan Arnau
Juan María Arnau Navarro, né le 28 avril 1968 à Valence en Espagne, est un astrophysicien, philosophe et essayiste espagnol, spécialiste des philosophies et religions orientales.

## Biographie
Après quelques années comme marin et des voyages en Afrique, Juan Arnau étudie l'astrophysique à l'université complutense de Madrid où il obtient une licence en 1994. En 1995, il se rend en Inde avec une bourse de l'Agence espagnole de coopération internationale (AECI). C'est précisément à l'université hindoue de Bénarès (Banaras Hindu University, BHU) qu'il s'initie à la philosophie et à la culture indiennes avec le spécialiste espagnol du sanskrit Óscar Pujol.
Juan Arnau part ensuite au Mexique pour y réaliser sa thèse doctorale au Centre d'études de l'Asie et de l'Afrique du Colegio de México. Il y étudie le sanskrit avec Rashik Vihari Joshi. Au terme de ses recherches, Arnau s'établit comme professeur au Département des langues et des cultures d'Asie à l'université du Michigan. Après six ans aux États-Unis, il revient en Espagne comme chercheur à l'Institut d'Histoire de la médecine et de la science  López Piñero (CSIC-université de Valence) de Valence et comme professeur associé à l'université de Barcelone. Il est ensuite professeur à l'Université européenne de Valence.

## Œuvre
En 2014, Juan Arnau publie Manual de filosofía portátil aux Ediciones Atalanta, une histoire de la philosophie qui est finaliste du Prix national de l'essai, un des prix nationaux de la littérature en Espagne. Chez le même éditeur, il publie ensuite La invención de la libertad (2016), puis La fuga de Dios. Las ciencias y otras narraciones (2017), qui cherche à retrouver l'harmonie entre les visions scientifique et spirituelle, avec la conviction que le centre de l'Univers se trouve en chaque être vivant.
En 2017, il publie aussi une synthèse qu'il a mis vingt ans à réaliser, Budismo esencial, qui offre un panorama complet des enseignements de Siddhartha Gautama.

## Ouvrages

### Fictions philosophiques
- (es) Juan Arnau, El cristal Spinoza, Valence, Pre-Textos, 2012 (ISBN 978-84-15297-87-1, lire en ligne [PDF]).
- (es) Juan Arnau, El efecto Berkeley, Valence, Pre-Textos, 2015 (ISBN 978-84-15894-93-3, lire en ligne [PDF]).
- (es) Juan Arnau, El sueño de Leibniz, Valence, Pre-Textos, 2019, 186 p. (ISBN 978-84-17143-87-9, lire en ligne [PDF]).

### Essais
- (es) El Mulamadhyamakakarikah de Nagarjuna : la vacuidad como medio hábil (Thèse de doctorat.), Colegio de México, Centro de Estudios de Asia y África., 2002.
- (es) Actualidad del pensamiento de Nagarjuna, Colegio de México, Centro de Estudios de Asia y África, 2005.
- (es) La palabra frente al vacío. Filosofía de Nagarjuna, Mexico, Fondo de Cultura Económica, 2005, 347 p. (ISBN 978-968-16-7517-2)[1].
- (es) Antropología del budismo, Barcelone, Édition Kairós, 2007, 246 p. (ISBN 978-84-7245-645-7, lire en ligne)[2].
- (es) Arte de probar. Ironía y lógica en India antigua, Madrid, Fondo de Cultura Económica, 2008, 152 p. (ISBN 978-84-375-0621-0 et 84-375-0621-2)[3].
- (es) Rendir el sentido. Filosofía y traducción, Valence, Pre-Textos, 2008, 183 p. (ISBN 978-84-8191-865-6)[4].
- (es) Elogio del asombro. Conversaciones con Agustín Andreu, Valence, Pre-Textos, 2010, 359 p. (ISBN 978-84-92913-18-3).
- (es) Vasubandhu : Berkeley, Valence, Pre-Textos, 2011 (ISBN 978-84-15297-00-0).
- (es) Leyenda de Buda, Alianza Editorial, 2011, 240 p. (ISBN 978-84-206-5279-5).
- (es) Cosmologías de India. Védica, samkhya y budista, Fondo de Cultura Económica, 2012 (ISBN 978-607-16-1000-3)[5].
- (es) La medicina india. Según las fuentes del Ayurveda, Editorial Kairós, 2013, 240 p. (ISBN 978-84-9988-302-1, lire en ligne).
- (es) Manual de filosofía portátil, Alianza Editorial, 2014, 568 p. (ISBN 978-84-940941-9-4, lire en ligne)[6].
- (es) La invención de la libertad, Alianza Editorial, 2016 (ISBN 978-84-943770-7-5, lire en ligne).
- (es) Budismo esencial, Alianza Editorial, 2017 (ISBN 978-84-9104-564-9, lire en ligne).
- (es) La fuga de Dios, Atalanta, 2017, 312 p. (ISBN 978-84-947297-0-6, lire en ligne)[7],[8].
- (es) Historia de la imaginación. Del antiguo Egipto al sueño de la Ciencia, Espasa, 2020, 288 p. (ISBN 978-84-670-5834-5).
- (es) La mente diáfana. Historia del pensamiento indio, Galaxia Gutenberg, 2021, 584 p. (ISBN 978-84-18807-20-6).
- (es) Rousseau o la hierba doncella, Alianza Editorial, 2022, 144 p. (ISBN 978-84-1362-807-3).
- (es) En la mente del mundo. La aventura del deseo y la percepción, Galaxia Gutenberg, 2022, 168 p. (ISBN 978-84-19075-58-1).
- (es) Materia que respira luz. Ensayo de filosofía cuántica, Galaxia Gutenberg, 2023 (ISBN 978-84-19738-13-4).
- (es) Buda, Galaxia Gutenberg, 2024 (ISBN 978-84-19392-52-7).
- (es) La meditación soleada. Propuestas para una cultura mental, Galaxia Gutenberg, 2024 (ISBN 978-84-10107-82-3).
- (es) Ortega contra el racionalismo, Espasa, 2025 (ISBN 978-84-670-7558-8).

### Traductions
Juan Arnau a réalisé plusieurs éditions critiques, traduites directement du sanskrit, des traités philosophiques de Nāgārjuna ainsi que de la Bhagavad-Gita et de la Upanishad:
- (es) Ediciones Siruela (trad. du sanskrit par Juan Arnau), Fundamentos de la vía media, Madrid, coll. « El Árbol del Paraíso », 2004, 248 p. (ISBN 978-84-7844-762-6, lire en ligne).
- (es) Abandono de la discusión (trad. du sanskrit par Juan Arnau), Madrid, Ediciones Siruela, coll. « El Árbol del Paraíso », 2006, 104 p. (ISBN 978-84-7844-247-8, lire en ligne)[9].
- (es) Bhagavadgītā (trad. du sanskrit par Juan Arnau), Ediciones Atalanta, 2016 (ISBN 978-84-943770-9-9, lire en ligne)
- (es) Upaniṣad. Correspondencias ocultas (trad. du sanskrit par Juan Arnau), Ediciones Atalanta, 2019 (ISBN 978-84-949054-9-0, lire en ligne)

Il a également traduit :
- (es) Henryk Skolimowski (trad. Juan Arnau), La mente participativa. Una nueva teoría del universo y del conocimiento, Ediciones Atalanta, 2016 (ISBN 978-84-945231-6-8)[10].

Il a récupéré l'œuvre de Vicente Fatone:
- (es) Vicente Fatone, La fábula mística. Textos esenciales, Fundación Santander, 2025 (ISBN 978-84-17264-56-7)